# 직사궁
직사궁은 네 개의 눈이 직선으로 늘어선 형태의 완생형 궁도다. 상대가 어느 한 곳에 들어와 눈모양을 지우려고 해도 상대가 착수한 곳 옆자리에 두면 맞보기로 무조건 살아있는 모양이다.